# Prosser (Waszyngton)
Prosser – miasto (city), ośrodek administracyjny hrabstwa Benton, w południowej części stanu Waszyngton, w Stanach Zjednoczonych, położone nad rzeką Yakima. W 2010 roku miasto liczyło 5714 mieszkańców.
Pierwsi osadnicy przybyli tu w 1882 roku, a formalne założenie miasta nastąpiło w 1899 roku. Istotną rolę w lokalnej gospodarce odgrywa rolnictwo (uprawa zbóż, warzyw, owoców) i przemysł winiarski.